# ヘアドネーション
ヘアドネーションとは、小児がん、先天性の脱毛症、不慮の事故などで頭髪を失った子供のため、市民から寄付された髪の毛でウィッグを作り、無償で提供する活動。

## 概要
ヘアドネーションはもともと、アメリカの団体Locks of Loveなどが行っていた活動である。日本では2009年に、NPO法人Japan Hair Donation & Charity（ジャーダック、JHD&C）が活動を開始し、その後、いくつかの団体が相次いで活動を開始した。
当初は認知度の低さから髪の毛の寄付が少なく、最初のウィッグを提供するまで4年を要したが、水野美紀や柴咲コウなどの有名人が参加したことにより認知度が上がり、寄付が急増した。
寄付する髪の毛は、原則として31cm以上の長さが条件である。この「31cm」という中途半端な値の由来は、もともと米国で「12インチ（＝30.5cm）以上」が基準とされ、それを日本でメートル法に換算したためとされている。ただし、発祥元のひとつであるLocks of Loveでは2021年現在、12インチではなく「10インチ（＝25.4cm）以上」を受け入れ条件としている。
ただし、女児向けのウィッグを作るためには31cmよりもさらに長い髪を必要とするため、受入先の中には、31cmちょうどですぐに切らずに、もっと伸ばせる人は伸ばしてから寄付してほしい、と訴えている団体もある。
なお、頭髪の提供者は女性が中心であるが、男性が提供するケースもある。

## 活動を行っている日本の団体
下記は例示であり、網羅的な一覧ではないことに注意。
- 特定非営利活動法人 Japan Hair Donation & Charity[8]
  - 日本におけるヘアドネーション活動の先駆けとされる。
- 特定非営利活動法人HERO[9]
- 株式会社グローウィング『つな髪プロジェクト』[10]
- Hair for Children（旧・女子高生ヘアドネーション同好会）[11]
  - ぐんま国際アカデミー高等部（群馬県太田市）の生徒を中心に設立された団体。2023年度からは横浜市立大学医学部を拠点に活動している。